# 8036 Maehara
8036 Maehara è un asteroide della fascia principale. Scoperto nel 1992, presenta un'orbita caratterizzata da un semiasse maggiore pari a 3,0095975 UA e da un'eccentricità di 0,1554998, inclinata di 6,76591° rispetto all'eclittica.